# 獅子座87
獅子座87，又名BD-02 3360，HD 99998、SAO 138238、HR 4432，是獅子座的一颗恒星，视星等为4.77，位于銀經266.78，銀緯54.07，其B1900.0坐标为赤經11h 25m 12.3s，赤緯-2° 54.07′ 6″。